# Mésdemil
 (janvier 2024).
Mésdemil est un label indépendant espagnol actif pendant 10 ans. Fondé en 2007 dans l'objectif de promouvoir la musique valencienne, il disparait en 2017.

## Histoire
Mésdemil a été fondé en 2007 à Benaguasil, dans la Communauté valencienne, par Carme et Andreu Laguarda et Tubal Peralis. Le label a été une force motrice de la scène valencienne dans sa propre langue. Il a été le label discographique ayant obtenu le plus de nominations dans les douze éditions des prix Ovidi Montllor,,. En dix ans, ils ont publié 132 disques. Son dernier disque a été El Trineo Tanoka,,.